# Peter Ekberg (författare)
Peter Ekberg, född 1972, är en svensk författare och lärare. Han har magisterexamen i teoretisk filosofi, inklusive kognitionsvetenskap och astronomi, samt kandidatexamen i utbildningsvetenskap. Peter Ekberg har särskilt intresserat sig för människans fantasi och rymdforskningens etiska frågor.
Han debuterade 2009 med filosofiboken "Tänk Själv!" och har sedan dess utgivit en mångfald av titlar, allt från personliga faktaböcker om chanserna för liv i rymden, hållbar utveckling och robotar till de skönlitterära berättelser i rymdmiljö som utgör trilogin om Arena Trexo.
Hans debutbok blev nominerad till priset Slangbellan och totalt är böckerna översatta till tio olika språk. "Tänk Stort!" blev 2016 nominerad till Carl von Linné-plaketten. Sedan 2015 har han verkat intermittent som universitetslärare. Peter Ekberg har presenterat rymdetiska bidrag på internationella astronomikonferenser för IAU och LPSC (Lunar and Planetary Science Conference).  